# 荒井章三
荒井 章三（あらい しょうぞう、1936年 - ）は、日本の神学者。神戸松蔭女子学院大学名誉教授。

## 経歴
福井市生まれ。1958年京都大学文学部哲学科美学美術史卒、1963年立教大学大学院神学部組織神学専攻博士課程満期退学、松蔭短期大学助教授、神戸松蔭女子学院大学教授、学長。2006年退任、名誉教授。

## 著書
- 『ユダヤ教の誕生 「一神教」成立の謎』（講談社選書メチエ） 1997年

### 共編著
- 『ユダヤ思想』（森田雄三郎共著、大阪書籍、朝日カルチャーブックス） 1985年
- 『旧約聖書を学ぶ人のために』（並木浩一共編、世界思想社） 2012年

## 翻訳
- 『旧約聖書の様式史的研究』（ゲルハルト・フォン・ラート、日本基督教団出版局） 1969年
- 『イスラエル宗教史』（H・リングレン、教文館） 1976年
- 『旧約聖書神学』1 - 2（G・フォン・ラート、日本基督教団出版局） 1980年 - 1982年
- 『文学としての聖書』（D・ロバートソン、教文館、聖書の研究シリーズ） 1986年
- 『エレミヤ書・哀歌』（R・デヴィドソン、加藤明子共訳、新教出版社、デイリー・スタディー・バイブル） 1987年
- 『出エジプトと解放の政治学』（M・ウォーザー、新教出版社、21世紀キリスト教選書） 1987年
- 『もりのおばけオイラリア』（シュヴェンク＝アンガー、福武書店） 1987年
- 『預言者』1 - 2（K・コッホ、木幡藤子共訳、教文館、聖書の研究シリーズ） 1990年 - 2009年
- 『神の歴史 旧約聖書の生成と思想』（R・レントルフ、日本基督教団出版局） 1991年
- 『聖書大事典 カラー版』（Geoffrey Wigoder、共編、新教出版社） 1991年
- 『旧約聖書と社会学』（R・R・ウイルソン、教文館、聖書の研究シリーズ） 1994年
- 『唯一なる神 聖書における唯一神教の誕生』（B・ラング編、辻学共訳、新教出版社、新教ブックス） 1994年
- 『ハーパー聖書注解』（J・L・メイズ編、聖書文学学会、日本語版編集、教文館） 1996年
- 『創世記』1（J・C・L・ギブソン、西垣内寿枝共訳、新教出版社、デイリー・スタディー・バイブル） 1998年
- 『モーセ マルティン・ブーバー聖書著作集』（早乙女禮子, 山本邦子共訳、日本キリスト教団出版局） 2002年
- 『説教者としてのJ.S.バッハ』（ロビン・A・リーヴァー、教文館） 2012年

## 参考
- 後藤博一「荒井章三先生を憶えて (荒井章三先生退任記念号)」『キリスト教論藻』第38号、神戸松蔭女子学院大学学術研究会、2007年3月、1-2頁、doi:10.14946/00001613、ISSN 0288-6138、NAID 110006405142。
- 並木浩一, 荒井章三【編】『http://bookweb.kinokuniya.co.jp/htm/4790715566.html 旧約聖書を学ぶ人のために』 ISBN 9784790715566